# Saint Louis Suns United
O Saint Louis Suns United é um clube de futebol fundado em 2007 com sede em Vitória, Seicheles. A equipe disputou a CAF Champions League e o Campeonato Seichelense de Futebol.

## Títulos
- Seychelles League: 15

1979, 1980, 1981, 1983, 1985, 1986, 1987, 1988, 1989, 1990, 1991, 1992, 1994, 2017 (como Saint-Louis FC)
1995 (como Sunshine SC)